# 沟眶象属
沟眶象属（学名：Eucryptorrhynchus）是象鼻虫科下的一个属。

## 下属物种
本属包括以下物种：
- 臭椿沟眶象 Eucryptorrhynchus brandti (Harold)
- 中华沟眶象 Eucryptorrhynchus chinensis
- 沟眶象 Eucryptorrhynchus scrobiculatus (Motschulsky, 1853)